# Earl Van Dorn

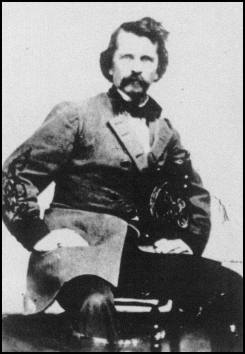
Earl Van Dorn

Earl Van Dorn (ur. 17 września 1820 k. Port Gibson, zm. 7 maja 1863 w Spring Hill) – generał major Konfederowanych Stanów Ameryki w wojnie secesyjnej.

## Życiorys
Był synem sędziego Petera Aarona Van Dorna i Sophii Donelson Caffery, siostrzenicy prezydenta Andrew Jacksona. W 1842 ukończył akademię West Point jako 52. z 56 kadetów, po czym został skierowany do pułku piechoty w Fort Brown w Teksasie, by uczestniczyć w wojnie z Meksykiem. Podczas walk w 1847 otrzymał stopień majora, a po zakończeniu wojny, w latach 1849–1850 brał udział w kampaniach przeciw Seminolom, później przeciw Komanczom; w 1858 został czterokrotnie ranny podczas starcia z Komanczami koło Washita Village.
Kiedy w styczniu 1861 stan Missisipi odłączył się od Unii, Van Dorn zrezygnował z funkcji i został generałem brygady wojsk Missisipi, a po objęciu przez Jeffersona Davisa prezydentury Skonfederowanych Stanów Ameryki w lutym 1861 otrzymał stopień generała majora wojsk stanu Missisipi. Jednak po przekształceniu tych wojsk w regularną armię Konfederacji (16 marca 1861), miał stopień pułkownika kawalerii. Wysłany do Teksasu, nadzorował poddanie się tam wojsk Unii armii Konfederacji, 5 czerwca 1861 otrzymał rangę generała brygady armii konfederacji i dowodził Fortami Jackson i St. Philip koło Nowego Orleanu. 19 września 1861 został generałem majorem.
Po przeniesieniu do Wirginii dowodził 1 Dywizją Armii Konfederacji, a od stycznia do marca 1862 Armią Zachodu, od 4 marca do 20 czerwca 1862 był komendantem Dystryktu Trans-Missisipi. 6–8 marca 1862 dowodził siłami Konfederacji w bitwie pod Pea Ridge przegraną przez Konfederatów, a w kwietniu i maju 1862 u boku gen. Pierre’a G.T. Beauregarda brał udział w oblężeniu Corinthu, które skończyło się wycofaniem Konfederatów. Od 2 czerwca do 1 października 1862 był komendantem departamentu Dystryktu Missisipi, następnie departamentu Missisipi i Wschodniej Luizjany i dowódcą 1 Korpusu Armii tego departamentu, w styczniu 1863 dowodził dywizją kawalerii tego departamentu, a 25 lutego 1863 objął dowództwo Armii Tennessee, które sprawował do śmierci. Latem 1862 skutecznie bronił Vicksburga przez armią Unii, jednak wraz z gen. Johnem C. Breckinridge’em przegrał bitwę pod Baton Rouge.
Miał opinię wielkiego uwodziciela. Nazwano go nawet „postrachem brzydkich mężów”. 7 maja 1863 został zastrzelony przez dr. George’a Petersa, który oskarżył Van Dorna o uwiedzenie jego żony.